# 旭川荘南愛媛病院
旭川荘南愛媛病院（あさひがわそうみなみえひめびょういん）は、愛媛県北宇和郡鬼北町にある病院である。

## 概要
1940年に財団法人結核予防会愛媛県北宇和模範地区指導所として創設。その後厚生省に移管され、1984年には「国立療養所南愛媛病院」となった。内科などの外来診療を行うほか、結核と重症心身障害児の医療で南予地域の中核を担っていたが、2000年12月に結核病棟が閉鎖。
国立病院再編により国立病院の整理が進められる中で、2003年度に社会福祉法人旭川荘に移譲される事が発表された。2003年12月より社会福祉法人旭川荘が運営する「旭川荘南愛媛病院」として再スタートした。

## 沿革
- 1940年2月26日 - 財団法人結核予防会 愛媛県北宇和模範地区指導所として創設。
- 1946年2月1日 - 日本医療団に移管。
- 1947年4月1日 - 厚生省に移管「国立愛媛療養所出目分院」として発足。
- 1951年4月1日 - 独立して「国立出目療養所」となる。
- 1975年9月1日 -	重症心身障害児（者）病棟 40床新設。
- 1976年3月1日 -	一般病床 50床（脳卒中後遺症リハビリ) 新設。
- 1977年3月1日 - 重症心身障害児（者）病棟 40床増設。
- 1984年4月11日 - 名称変更「国立療養所南愛媛病院」となる。
- 1999年3月18日 - 厚生省が国立病院・療養所再編成見直し計画を発表。
- 2000年12月27日 - 結核病棟50床廃止。
- 2003年
  - 11月11日 - 社会福祉法人旭川荘と基本協定書・譲渡契約書を締結
  - 12月1日 - 「社会福祉法人旭川荘 旭川荘南愛媛病院」開院。「社会福祉法人旭川荘 南愛媛療育センター」開院。
- 2021年7月1日 - 病棟新築移転(1階：あさがお病棟52床　2階：ひまわり病棟50床)。一般病床30床休止。

## 診療科
- 内科
- 小児科
- 整形外科
- 精神科
- 歯科
- リハビリテーション科

## 交通アクセス
- 予土線出目駅より徒歩5分。
- 宇和島自動車「南愛媛病院前」にて下車。